# Nelson Pizarro Donoso
Nelson Rodrigo Pizarro Donoso (Santiago, Chile, 30 de enero de 1970) es un exfutbolista chileno que jugó en la posición de Delantero.

## Trayectoria
Nelson Pizarro se inició en las divisiones inferiores del club Universidad Católica, en el cual debutó en 1989 en la Primera División. Con el club cruzado obtuvo la Copa Chile en 1991 al superar a Cobreloa en la final.
En 1992 buscando mayor participación emigra a diversos clubes, jugando en Cobresal, Deportes La Serena, Palestino, Deportes Concepción y Huachipato, siempre con buenas campañas.
En 1994 construyó su mejor campaña jugando con Palestino. Fue el goleador de su equipo con 9 goles, dos de ellos en el triunfo de la última fecha que le permitieron a su equipo mantenerse en la Primera División del fútbol chileno. 
En 1998 emigra al fútbol alemán, específicamente al Fortuna Dusseldorf de la 2. Bundesliga, club entonces dirigido por Klaus Allofs. Cumple una regular campaña jugando 22 partidos, no renueva con el club al descender este a la 3. Bundesliga.
En el año 2000 va a Venezuela, en donde juega entre otros clubes en el Deportivo Italchacao de la Primera División de Venezuela.

## Clubes
| Club                 | País      | Año       |
| -------------------- | --------- | --------- |
| Universidad Católica | Chile     | 1989-1991 |
| Cobresal             | Chile     | 1992      |
| Deportes La Serena   | Chile     | 1993      |
| Palestino            | Chile     | 1994-1995 |
| Deportes Concepción  | Chile     | 1996      |
| Huachipato           | Chile     | 1997      |
| Fortuna Düsseldorf   | Alemania  | 1998-1999 |
| Deportivo Italchacao | Venezuela | 1999      |

## Palmarés
| Título     | Equipo               | País  | Año  |
| ---------- | -------------------- | ----- | ---- |
| Copa Chile | Universidad Católica | Chile | 1991 |